# کاری دیکاگن یهیتنس
کاری دیکاگن یهیتنس (انگلیسی: Kari Vikhagen Gjeitnes؛ زادهٔ ۱۳ ژانویهٔ ۱۹۸۵) اسکی‌باز صحرانوردی اهل نروژ است.

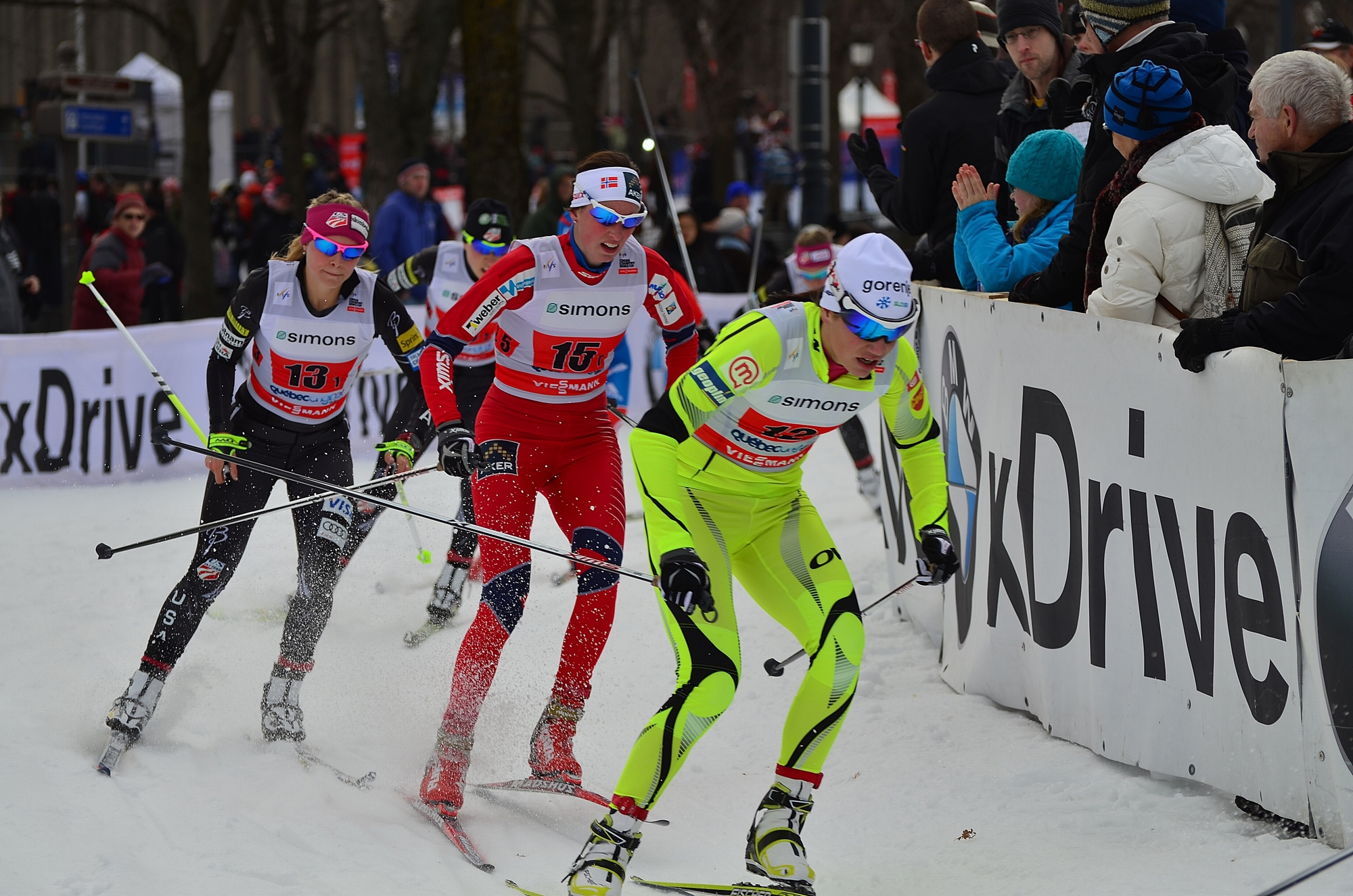
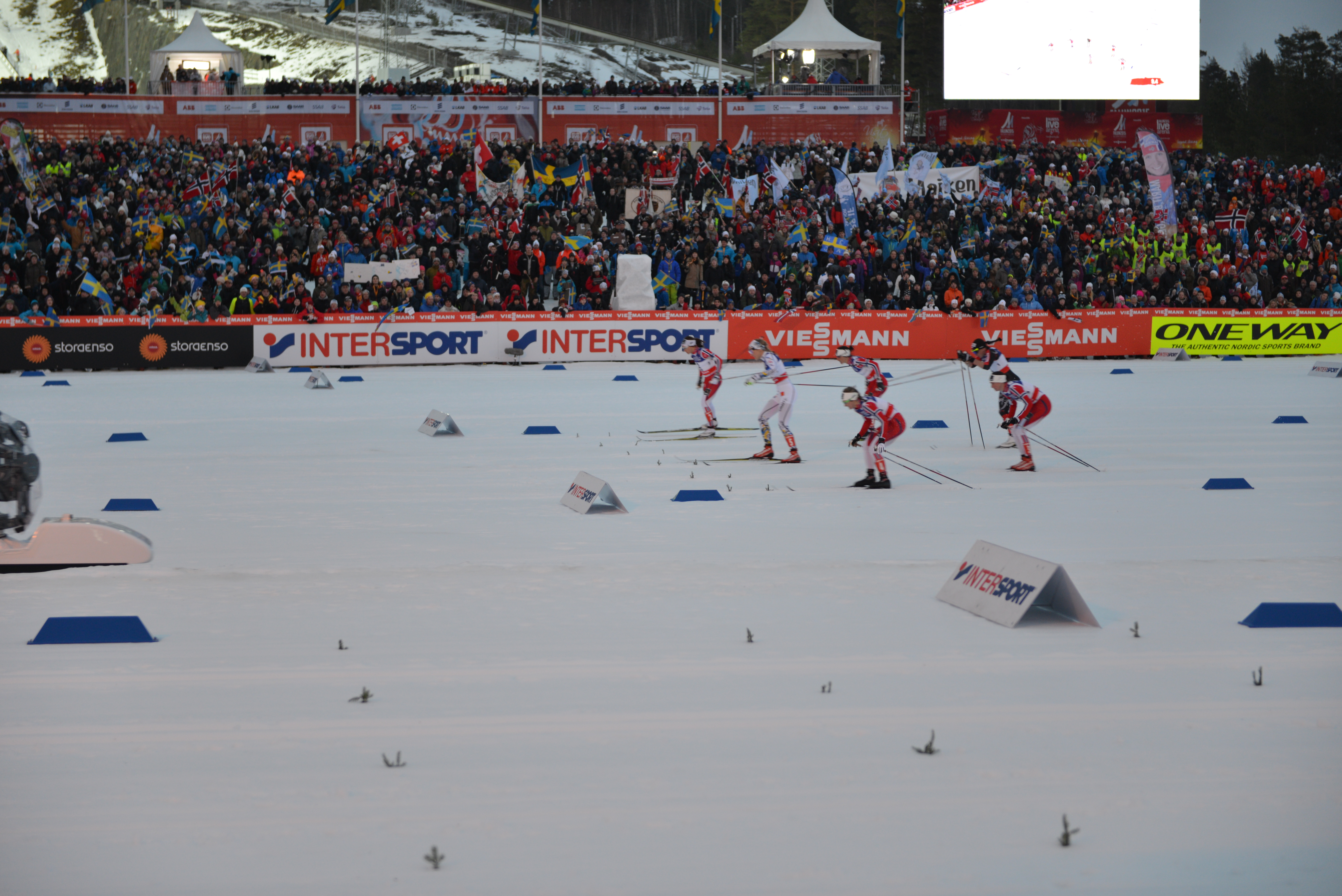